# Roman Květ
Roman Květ (Pribram, 17 dicembre 1997) è un calciatore ceco, centrocampista del Dender.

## Carriera

### Club
Ha giocato nella prima divisione ceca, in quella turca ed in quella belga.

### Nazionale
Con la nazionale Under-21 ceca ha preso parte a un incontro di qualificazione al campionato europeo di categoria del 2019.

## Statistiche

### Presenze e reti nei club
Statistiche aggiornate al 5 settembre 2018.
| Stagione        | Squadra         | Campionato      | Campionato | Campionato | Coppe nazionali | Coppe nazionali | Coppe nazionali | Coppe continentali | Coppe continentali | Coppe continentali | Altre coppe | Altre coppe | Altre coppe | Totale | Totale | Totale |
| Stagione        | Squadra         | Comp            | Pres       | Reti       | Comp            | Pres            | Reti            | Comp               | Pres               | Reti               | Comp        | Pres        | Reti        | Pres   | Reti   |        |
| --------------- | --------------- | --------------- | ---------- | ---------- | --------------- | --------------- | --------------- | ------------------ | ------------------ | ------------------ | ----------- | ----------- | ----------- | ------ | ------ | ------ |
| 2016-2017       | Příbram         | 1L              | 8          | 0          | CRC             | 0               | 0               |                    | -                  | -                  |             | -           | -           | 8      | 0      |        |
| 2017-2018       | Příbram         | FNL             | 25         | 3          | CRC             | 1               | 0               |                    | -                  | -                  |             | -           | -           | 26     | 3      |        |
| 2018-2019       | Příbram         | 1L              | 7          | 2          | CRC             | 0               | 0               |                    | -                  | -                  |             | -           | -           | 7      | 2      |        |
| Totale carriera | Totale carriera | Totale carriera | 40         | 5          |                 | 1               | 0               |                    | -                  | -                  |             | -           | -           | 41     | 5      |        |